# Laurent Duplomb
Laurent Duplomb, né le 24 octobre 1971 à Rive-de-Gier (Loire), est un exploitant agricole laitier, syndicaliste agricole et homme politique français. Membre des Républicains, il est sénateur de la Haute-Loire depuis 2017.
Comme représentant de la Fédération nationale des syndicats d'exploitants agricoles (FNSEA), il a été président de la chambre d’agriculture de Haute-Loire. Il a également été l'un des présidents régionaux du groupe laitier Sodiaal et membre du conseil de surveillance de la marque Candia.
Élu sénateur de la Haute-Loire, il est à ce titre à l'origine de la controversée loi Duplomb, visant notamment à autoriser de nouveau un pesticide de la famille des néonicotinoïdes mis en cause pour sa toxicité sur l'humain et les insectes pollinisateurs.

## Biographie

### Enfance et formation
Né en 1971, c'est un fils d’ouvrier, fils d'un père sidérurgiste et une mère au foyer, vivant dans un HLM à Rive-de-Gier,. Il choisit de devenir éleveur laitier. Il obtient un brevet de technicien supérieur en production animale et rencontre  pendant sa formation sa future épouse, étudiante dans la même école. Il s’installe avec elle dans la ferme laitière de ses beaux-parents, en 1995. Il se lance ensuite dans une carrière syndicale, en entrant dans le syndicat des Jeunes agriculteurs (JA), affilié à la Fédération nationale des syndicats d'exploitants agricoles (FNSEA), puis dans la politique, se positionnant en défenseur d'une agriculture productiviste.

### Carrière
Laurent Duplomb commence sa carrière politique en se présentant à la mairie de Saint-Paulien. De 2008 à 2010, il est le 1er adjoint du maire,, Denis Eymard. À la suite de la démission de ce dernier, il est élu maire en 2010, puis est réélu lors des élections de 2014,,.
En juin 2007, il se présente dans la 2e circonscription de la Haute-Loire lors des élections législatives, il est battu dès le 1er tour en réalisant 14,46 %.
Il est membre de la Fédération départementale des syndicats d'exploitants agricoles (FDSEA), président du conseil d'administration de l'Établissement d'hébergement pour personnes âgées dépendantes (EHPAD) Ruessium, président des Jeunes agriculteurs de la Haute-Loire, président de la chambre d'agriculture de la Haute-Loire, de 2013, à 2017.
De 2014 à 2017, il est président de la région Massif central et de la section Haute-Loire du troisième groupe laitier français, Sodiaal,. Il siège au conseil de surveillance de la marque laitière Candia.
Le 24 septembre 2017, il est élu sénateur de la Haute-Loire,,. Il quitte alors sa fonction de maire de Saint-Paulien, Denis Eymard lui succédant à la tête de la municipalité,.
Depuis son élection en 2017, Laurent Duplomb est également conseiller aux questions agricoles de Laurent Wauquiez, qu'il parraine pour le congrès des Républicains de 2017,.
En septembre 2022, il est coordinateur d'un rapport sénatorial qui dénonce l'état de l'agriculture française et appelle à redresser sa compétitivité pour améliorer la souveraineté alimentaire de la France.
Il est réélu sénateur le 24 septembre 2023.

## Prises de position

### Opposition à la revalorisation du RSA
Il défend en juillet 2022 un amendement, finalement retiré, proposant de ne pas inclure le RSA dans les revalorisations dues à l'inflation : « je vais faire peut-être du politiquement incorrect, mais je peux vous dire qu’il y a plein de Français qui travaillent et qui en ont marre de cette situation ».

### Agriculture
En janvier 2025, il présente un amendement au projet de loi de finances visant à supprimer l'Agence française pour le développement et la promotion de l'agriculture biologique, dite Agence bio, avec le soutien du gouvernement. L'amendement est adopté au Sénat[réf. nécessaire].
Il est un fervent défenseur de l'agriculture intensive et un relai très actif des positions de la |FNSEA.
Il est aussi l’un des fers de lance du dénigrement de l’Office français de la biodiversité (OFB). Toujours selon Mediapart, il s’est associé à deux textes de reculs environnementaux importants venus dernièrement du Sénat et qui ont finalement trouvé gain de cause dans la loi de simplification économique votée à l’Assemblée : celui visant à supprimer les zones à faibles émissions (ZFE), et celui visant à réduire les objectifs du « zéro artificialisation nette » (ZAN).

### Laurent Wauquiez
Il soutient Laurent Wauquiez au Congrès des Républicains de 2025 face à Bruno Retailleau, reprochant à ce dernier de « diluer » la droite dans le macronisme en restant au gouvernement.

## Loi Duplomb
Le 27 janvier 2025 le Sénat vote une proposition de loi dans le domaine agricole à son initiative.
- Attribution d’un qualificatif d’« intérêt général majeur » aux retenues de substitution
- Possibilité de recours en cas de pertes de cultures,
- Simplification administrative pour l'agrandissement ou la modernisation des élevages,
- Suppression de la stricte séparation entre l'activité de conseil aux agriculteurs et la commercialisation de pesticides, qui avait en pratique pour effet d'empêcher les coopératives agricoles de donner des conseils aux agriculteurs,
- Autorisation de dérogation à l'interdiction de deux pesticides de la famille des néonicotinoïdes (l'acétamipride et le flupyradifurone), s'il existe « une menace grave compromettant la production agricole » et s'il n'y a pas d'alternative suffisante[40],[41].  Les néonicotinoïdes avaient été interdits en France en 2018 en raison de leur forte nocivité pour les abeilles[42],[43].

Cette loi est adoptée par l'Assemblée nationale le 8 juillet 2025 par 58 % des députés. Elle rencontre une très forte opposition dans la société civile, politique, scientifique et médicale et une pétition demandant son abrogation obtient plus de 2 millions de signatures sur le site de l'Assemblée nationale.

### Prises de position dans le cadre de la loi
Laurent Duplomb réfute les accusations de toxicité, invoquant les positions de l'Autorité européenne de sécurité des aliments (EFSA) et de l'Agence nationale de sécurité sanitaire de l'alimentation, de l'environnement et du travail (ANSES) français qui, selon lui, ne considèrent pas l'acétamipride « comme un produit toxique [pour l'humain] » ni comme un « produit qui tue les abeilles ». Ces affirmations sont contestées, notamment par le journaliste et militant écologiste Hugo Clément. Le consensus scientifique sur les dangers pour l'homme des néonicotinoïdes est encore principalement celui de l'incertitude,,, malgré une documentation croissante sur certains de ces dangers,. Par précaution, L’EFSA a abaissé en 2024 la dose journalière admissible pour l'acétamipride, sans pour autant proposer l'interdiction de la substance.
Il fustige la position des opposants, dénonçant deux visions opposées de la société, la sienne défendant « le travail, la croissance, et la souveraineté ». L'interdiction totale de l'acétamipride en France reviendrait selon lui à imposer une « concurrence déloyale » à ses agriculteurs, les autres pays d'Europe ayant continué à autoriser, cette molécule. Cela amènerait ainsi simplement « à acheter des produits qui viennent d’ailleurs et qui ne correspondent pas du tout [aux] normes [françaises] »,,.

## Controverses
En juin 2023, Les Jours révèle que Laurent Duplomb a bénéficié d'un soutien financier de la région Auvergne-Rhône-Alpes, dirigée par Laurent Wauquiez (LR), pour agrandir une retenue d’eau présente sur l'une de ses fermes. Ce financement public soulève des accusations de conflits d’intérêts entre activités politiques et intérêts agricoles privés.